# Тимошенко (село)
Тимоше́нко (до 1948 року — Озенба́ш; крим. Özenbaş) - село Курманського району Автономної Республіки Крим.
Відстань від райцентру до населеного пункта становить 34 кілометрів по прямій.